# Susanto Megaranto
Susanto Megaranto est un joueur d'échecs indonésien né le 8 octobre 1987 à Indramayu.
Au 1er février 2018, il est le numéro un indonésien avec un classement Elo de 2 528 points.

## Biographie et carrière
Grand maître international depuis 2004 (à dix-sept ans), il a remporté quatre ans de suite le championnat d'Indonésie (en 2006, 2007, 2009 et 2010).
Lors de la coupe du monde d'échecs 2007, il fut éliminé au premier tour par Kiril Georgiev. Lors de la coupe du monde d'échecs 2011, il fut battu au premier tour par Lê Quang Liêm.

## Compétitions par équipe
Megaranto a représenté l'Indonésie lors des sept olympiades de 2002 à 2014.
Lors du championnat d'Asie par équipe de 2012, il remporta la médaille de bronze individuelle au premier échiquier.